# Rosa Mendes
Milena Leticia Roučka, meglio conosciuta con il ring name Rosa Mendes (Vancouver, 25 ottobre 1979), è una modella ed ex wrestler canadese di origini portoricane, nota per i suoi trascorsi in WWE tra il 2007 e il 2015.

## Carriera

### World Wrestling Entertainment (2007–2015)

#### Ohio Valley Wrestling (2007–2008)
Partecipò al contest Diva search, ma nonostante l'eliminazione, la WWE decise comunque di offrirle un contratto di sviluppo per la OVW. In OVW Milena iniziò a fare da manager a Mike Kruel e si mise in evidenza nelle competizioni femminili. Vinse alcuni match singoli e diversi match di coppia ed ebbe anche una faida con la OVW Women's Champion ODB. IL 19 settembre in una Battle Royal valido per l'OVW Women's Championship Roucka batté Katie Lea, Josie, Melody, Serena e la campionessa in carica ODB conquistando per la prima volta la cintura. Lo perse nella puntata del 23 febbraio in favore di Katie Lea.

#### Gli esordi (2008–2010)
Nella puntata di Raw del 24 novembre 2008 la Roučka si proclama la fan numero uno di Beth Phoenix, debuttando quindi come heel. Per qualche settimana continua a supportare la Phoenix che al tempo era campionessa femminile. Nella puntata di Raw del 22 dicembre, Santino Marella presenta la ragazza con il nome di Rosa Mendes. Da quel momento in poi, Rosa interviene nei match di Beth e attacca la prima sfidante al titolo Melina. La settimana successiva, Rosa viene bandita dagli eventi WWE per i continui attacchi a Melina. Tuttavia, la Mendes ignorerà i ban e attaccherà nuovamente Melina durante un'entrata. Fa il suo debutto sul ring in un 18-diva tag team match il 30 marzo 2009, dove la sua squadra perde. A WWE Wrestlemania XXV, Rosa partecipa alla Divas Battle Royal che viene però vinta da Santina Marella. Nella puntata di Superstars dell'11 giugno, Rosa Mendes vince per la prima volta in coppia con Beth Phoenix contro Brie Bella e Nikki Bella. Il 15 giugno a Raw, perde contro Mickie James. Il 20 luglio, insieme ad Alicia Fox batte Gail Kim e Kelly Kelly. Nell'agosto 2009, abbandona Beth per diventare la manager di Carlito. Il 31 agosto a Raw, perde una battle royal in favore di Beth Phoenix. Il 28 settembre a Raw, Rosa viene sconfitta da Mickie James.
Il 12 ottobre 2009, Rosa viene spostata dal roster di Raw a quello di ECW. Fa il suo debutto il 20 ottobre, in un segmento nel backstage insieme a Tiffany. Nella puntata di ECW del 3 novembre, inizia una storia d'amore con Zack Ryder (Kayfabe) e inizia a distrarlo continuamente nei suoi match. Il 25 novembre, diventa ufficialmente sua manager anche se Ryder non riuscirà a conquistare l'ECW Championship. Nella puntata del 16 febbraio 2010 di ECW, l'ultima puntata, provano ad interferire nel main event, un match valido per il titolo ECW fra Ezekiel Jackson e Christian ma vengono fermati da Tiffany. A Superstars, il 25 febbraio, viene detto che Ryder è stato spostato nel roster di Raw, mentre Rosa Mendes, in quello di Smackdown. Il 5 aprile a Raw, perde una battle royal in favore di Eve Torres.

#### Assistente dei Colóns (2010–2013)
Rosa Mendes passa al roster di SmackDown il 27 aprile 2010 durante la Supplemental Draft. Debutta a Superstars il 6 maggio, in un match contro la Women's Champion Beth Phoenix, perdendolo. Il 14 maggio a Smackdown ha un'opportunità per il titolo ma Vickie Guerrero decide di farla uscire dal ring e metterci le Lay-Cool, che vincono, diventando co-Women's Champions. Il 4 giugno a Smackdown, perde contro Kelly Kelly. Il 7 giugno a Raw, perde una battle royal in favore di Maryse. Il 25 giugno a Smackdown, perde ancora da Kelly Kelly. Passa poi dalla parte dei face debuttando come face il 19 settembre in un tag match con Kelly Kelly contro Michelle McCool e Layla perdendo. Il 3 dicembre a Smackdown, perde contro Layla. Il 25 febbraio a Smackdown, batte Layla per squalifica. Il 4 marzo a Smackdown, Rosa e Beth perdono contro le LayCool. Il 23 marzo, Rosa e Kelly Kelly vengono sconfitte dalle LayCool. Il 17 giugno a Smackdown, insieme ad Alicia Fox e Tamina battono AJ Lee, Kaitlyn e Natalya, effettuando un Turn Heel. Il 23 giugno a Superstars, si svolge il re-match con il trio face vincente. Il 15 luglio, perde contro Kelly Kelly. Il 1º agosto, a Raw, Rosa partecipa alla battle royal per decretare la prima sfidante al WWE Divas Championship ma viene eliminata. Il 10 ottobre, insieme a Tamina perde contro Eve Torres e Kelly Kelly. Nella puntata di Raw Halloween del 31 ottobre, Rosa partecipa alla battle royal in costume nella quale era in palio lo status di prima sfidante al Divas Title ma viene eliminata.
Nel mese di novembre svolge il ruolo di manager di Primo e Epico, accompagnandoli in tutti i match prima, durante e dopo il loro unico regno da WWE Tag Team Champions. I tre vengono affiancati, per un breve periodo, anche da Abraham Washington, che poi li tradirà in favore dei PrimeTime Players (Darren Young e Titus O'Neil). Rosa, Primo e Epico effettuano dunque un Turn Face e iniziano un feud con i tre uomini di colore. Tuttavia, dopo aver finito il feud con i PrimeTime Players, ne iniziano un altro con i fratelli Uso e compiono un Turn Heel. Il 20 agosto non riesce a diventare la nuova contendente al titolo perdendo una battle royal, in favore di Kaitlyn. Nel live event di Raw batte la Divas Champion Layla, ricevendo così il suo primo Divas Championships match, dove ne esce sconfitta. A WWE TLC partecipa al "Santa's Helper" No.1 Contender's Diva Battle Royal, ma viene eliminata da Natalya. Il 18 dicembre a Raw, insieme a Tamina Snuka, Aksana ed Eve Torres perdono contro Kaitlyn, Layla, Alicia Fox e Natalya. Il 25 gennaio a Smackdown, perde contro Natalya. Il 18 febbraio a Raw, insieme a Primo ed Epico perde contro Brodus Clay, Tensai e Naomi. Nella puntata di Saturday Morning Slam del 27 aprile, insieme a Primo ed Epico, perdono ancora contro The Great Khali, Hornswoggle e Natalya. In seguito si prende una pausa di due mesi per questioni personali presso la sua abitazione a Costa Rica.

#### Varie faide (2013–2015)
Rosa Mendes è tornata e ha fatto la sua apparizione in televisione da due mesi dall'ultima nella puntata di NXT del 25 luglio, dove lei e le altre Divas si sono congratulate con Paige, che è diventata la prima NXT Women's Champion. Nella puntata di Raw del 26 agosto, ritorna come ballerina e valletta one-night only di The Miz. Il 7 ottobre a Raw, insieme ad Aksana e Alicia Fox perde contro Natalya, Eva Marie e JoJo. In seguito appare sporadicamente negli show televisivi e negli eventi live finché in vista delle Survivor Series si schiera contro le ragazze di Total Divas insieme alla campionessa AJ Lee e alle altre divas non presenti nel reality, nominate per l'occasione True Divas. La rivalità porta a due match ad eliminazione, il primo disputato alle Survivor Series e il rematch la sera seguente a Raw, dove le Total Divas si sono imposte entrambe le volte. A WrestleMania XXX, compete nel Vickie Guerrero Invitational match per il WWE Divas Championship non riuscendo a vincere la corona. Torna il 23 giugno a Raw in aiuto di Stephanie McMahon, insieme a Layla e Alicia Fox durante il match contro Vickie Guerrero. L'8 luglio a Main Event Rosa Mendes assieme a Eva Marie, Summer Rae, Naomi, Natalya e Cameron sconfigge Nikki Bella in un six-on-one handicap match.
Nel mese di settembre, Rosa effettua un turn face dopo la season première della terza stagione di Total Divas, dove la Mendes ne farà parte a partire dalla terza stagione del reality.
Inizia un'alleanza con Natalya, iniziata da quando Rosa è ritornata nella federazione dopo la sua pausa dalla riabilitazione. Le due combattono il loro primo match da coppia nella puntata di Main Event del 2 settembre, dove vengono sconfitte dalle Slayers (Layla e Summer Rae), dopo che la Mendes si era presa il cambio da sola. Combattono ancora insieme nella puntata di Raw dell'8 settembre ma vengono nuovamente sconfitte da AJ Lee e Paige. Alle Survivor Serier diventa la nuova valletta di Fandango.
Nella puntata di Raw del 13 aprile, prende parte alla Divas N°1 Contender Battle Royal vinta da Paige. Nella stessa puntata, viene scaricata da Fandango. Nella puntata di Raw del 27 aprile, si traveste come un membro dei Rosebuds, distraendo Fandango e facendolo perdere nel suo match contro Adam Rose. Dopo il match, afferma di essere la sua nuova valletta, seguito poi da un bacio tra la Mendes e Rose, sotto lo sguardo incredulo di Fandango.
Il 6 agosto 2015 Rosa comunica alla WWE di volersi prendere un periodo di pausa per maternità.

## Vita privata
Milena Roučka è fidanzata dal 2011 con il cantante statunitense Bobby Schubenski; la coppia ha una figlia, Jordan Elizabeth, nata il 13 febbraio 2016.

## Personaggio

### Mosse finali
- Peligrosa (Sidewalk slam)

### Manager
- A.W.
- Alicia Fox

### Wrestler di cui è stata manager
- Bad Kompany
- Jay Bradley
- Brad Allen
- Glamarella
- Carlito
- Zack Ryder
- Tamina
- Alicia Fox
- Primo & Epico
- Fandango
- Adam Rose

### Soprannomi
- The Femme Fatale
- The Stunning Latina

### Musica d'ingresso
- Excess All Areas da Extreme Music (15 giugno 2009–14 luglio 2014)
- Peligrosa (Dangerous) dei CFO$ (14 luglio 2014–13 febbraio 2017)

## Titoli e riconoscimenti
- Ohio Valley Wrestling (OVW)
  - OVW Women's Championship (1)
- Pro Wrestling Illustrated
  - 43ª nella classifica delle 50 migliori wrestler femminili su PWI 500 (2008)
- World Wrestling Entertainment (WWE)
  - Slammy Awards (1)
    - Best Use of Exercise Equipment (2010)
- Wrestling Observer Newsletter
  - Worst Worked Match of the Year (2013) – AJ Lee, Aksana, Alicia Fox, Kaitlyn, Rosa Mendes, Summer Rae e Tamina vs. Brie Bella, Cameron, Eva Marie, JoJo, Naomi, Natalya e Nikki Bella